# Писарро, Альберто
Альберто Ривера Писарро (исп. Alberto Rivera Pizarro; род. 16 февраля 1978, Пуэртольяно, Кастилия-Ла-Манча) — испанский футболист, выступавший на позиции полузащитника.

## Карьера
Ривера родился в Пуэртольяно, Сьюдад-Реаль, Кастилия-Ла-Манча. Воспитанник юношеских команда «Реала», Альберто дебютировал в первой команде в возрасте 17 лет (это был его единственный матч в сезоне 1994/1995), забив в победном матче победу с «Сельтой», когда чемпионская гонка была практически за «Реалом». Он начал свою взрослую карьеру в команде «Реал Мадрид С» в Сегунде Б, сыграв также два сезона в «Реал Мадрид Кастилья» в том же чемпионате, а затем сыграл еще пять игр в Сегунде.